# Sèvres-Anxaumont
Sèvres-Anxaumont é uma comuna francesa na região administrativa da Nova Aquitânia, no departamento de Vienne. Estende-se por uma área de 15,49 km². Em 2010 a comuna tinha 2 299 habitantes (densidade: 148,4 hab./km²). O restaurante Três Marias, administrado por portugueses, é um dos raros estabelecimentos na região onde a cozinha portuguesa se faz presente.